# Японський університет соціальної роботи
Японський університет соціальної роботи (яп. 日本社会事業大学, にほんしゃかいじぎょうだいがく, ніхон сякай дзіґьо дайґаку; англ. Japan College of Social Work) — вищий навчальний заклад в Японії, приватний коледж. Знаходиться в місті Кійосе, Токіо. Заснований 1958 року на базі Японського молодшого коледжу соціальної роботи, утвореного 1950 року замість Японської спеціальної школи соціальної роботи. Має факультет соціального добробуту, що складається з кафедр планування соціального добробуту та соціальної допомоги, а також магістратуру за спеціальністю управління соціальним добробутом. 